# 上方置換

上方置換法の模式図。

上方置換(じょうほうちかん)とは、気体の捕集法の一つである。
水に溶けやすく、空気より軽い水素やアンモニアなどを気体の捕集に主に用いられる。ただし水素は引火性があるため基本的にこの方法は用いられず、水上置換で集められることが多い。

## 手法
気体の発生口を容器の奥の方に入れる。そして発生口から出る気体を容器に集める。このとき容器の口は下に向けておく。この方法では空気の混入があるため、容器の口から気体が出てくるまで集める。
気体の捕集量は分かりにくい。毒性の強い気体は吸引の可能性があるのでこの方法はあまり用いられない。
気体が塩基性や酸性などと分かる場合、容器の口の辺りに水で湿らせたリトマス試験紙を近づけると気体が容器を満たしているかどうかわかるので基本的にこの方法を用いる。この方法で集めた気体はあまり純粋でないので精密な実験には使わない。

## 用途
空気より軽い気体であれば上方置換で集めることが可能であるが、水に溶けにくい性質を持っているなら水上置換の方がより純度を高くして集めることができる（ただし、集めた気体は水蒸気を含む。）